# جاك فريتاج
جاك فريتاج (بالإنجليزية: Jacques Freitag)‏ هو متسابق قفز عالي جنوب أفريقي ولد في يوم 11 يونيو 1982 في بلدة وارنتون في جنوب أفريقيا، أبرز إنجازاته هو فوزه بالميدالية الذهبية في بطولة العالم لألعاب القوى 2003 في باريس، وهو واحد من 9 متسابقين ألعاب قوى فازوا بالميدالية الذهبية في بطولات الشباب وبطولة العالم وهم فاليري أدامس ويوسين بولت وفيرونيكا كامبل براون ويلينا ايزينبايفا وكيراني جيمس وجانا بيتمان وداني ستيفنز وديفيد ستورل.

## روابط خارجية
- جاك فريتاج على موقع الاتحاد الدولي لألعاب القوى (الإنجليزية)
- جاك فريتاج على موقع اللجنة الأولمبية الدولية (الإنجليزية)
- جاك فريتاج على موقع أوليمبيديا (الإنجليزية)